# Rhizotrogus nitidiventris
Rhizotrogus nitidiventris är en skalbaggsart som beskrevs av Leon Fairmaire 1867. Rhizotrogus nitidiventris ingår i släktet Rhizotrogus och familjen Melolonthidae. Inga underarter finns listade i Catalogue of Life.